# Paul Higgins
Paul Higgins est un acteur britannique né en 1963 dans le Lanarkshire en Écosse.

## Filmographie

### Cinéma
- 1992 : Creatures of Light : Fionn
- 1994 : Les Mille et une vies d'Hector : un soldat
- 1998 : Des chambres et des couloirs : John
- 2000 : Complicity : Andy
- 2000 : Crimes maquillés : Aidan
- 2006 : Red Road : Avery
- 2007 : Shell : le vendeur
- 2009 : In the Loop : Jamie MacDonald
- 2015 : Sauvages : John
- 2018 :  Le Bon Apôtre  : Frank

### Télévision
- 1986-1990 : Taggart : David Crawford et Alastair Finn (2 épisodes)
- 1988 : The Play on One : Murdo Caldwell (1 épisode)
- 1988 : A Very Peculiar Practice : Adie Shaw (1 épisode)
- 1988 : Tumbledown : Saltemarsh
- 1990 : Boon : Simon (1 épisode)
- 1991 : Clarissa : un prédicateur (1 épisode)
- 1992 : Between the Lines : David Ray (1 épisode)
- 1993 : Rik Marshall Presents... Micky Love : l'écrivain
- 1994 : The Negociator
- 1996 : Doctor Finlay : Glenn Jones (1 épisode)
- 1996 : Staying Alive : Alan
- 2002 : Murder : Lee Finch
- 2002 : Birthday Girl : Drew
- 2005-2007 : The Thick of It : Jamie (3 épisodes)
- 2006 : Low Winter Sun : David Westwood
- 2008 : The Last Enemy : Professeur Lawrence Cooper (3 épisodes)
- 2008 : Affaires non classées : Détective Nick Wallace (1 épisode)
- 2009 : No Holds Bard : Struan Robertson
- 2009 : New Town : Hamish Glennie
- 2009 : Hope Springs : Gil Cameron (8 épisodes)
- 2011 : Les Enquêtes de Vera : Clive Stringer (1 épisode)
- 2012 : Line of Duty : Derek Hilton (5 épisodes)
- 2013 : Jackson Brodie, détective privé : Ian Kelso (1 épisode)
- 2013 : The Wrong Mans : Hennessy (1 épisode)
- 2013 : Lawless : Simon Harding
- 2013-2014 : Utopia : Michael Dugdale (12 épisodes)
- 2014 : The Sunny : Wullie